# Campocatino (Guarcino)
Campocatino (o anche Campo Catino) è una località turistica montana, estiva ed invernale, della provincia di Frosinone, nel Lazio, all'interno del territorio del comune di Guarcino, al confine con l'Abruzzo ad est, posta in un altopiano carsico in quota a 1780 m s.l.m. circondato dai Monti Ernici Occidentali in quel settore con vette poco al di sotto dei 2000 m di altitudine come Monte La Monna (1952 m s.l.m.), Monte Vermicano (1947 m s.l.m.), Monte Agnello (1911 m s.l.m.), Monte Pozzotello (1995 m s.l.m.), Peschio delle Cornacchie (1983 m s.l.m.) e Peschio delle Ciavole (1957 m s.l.m.).

## Descrizione
Tra le zone più nevose dell'Appennino esposta direttamente alle correnti umide occidentali, raggiungibile tramite una lunga salita salendo dal frusinate passando per Guarcino, è sede di una stazione sciistica con 1 seggiovia e 3 skilift e varie piste da sci, risultando molto frequentata dagli abitanti del frusinate assieme alla vicina Campo Staffi posta nel territorio del comune di Filettino; oltre allo sci alpino diverse sono le possibilità di escursionismo, estivo ed invernale, sulle cime e boschi limitrofi fino ai vicini Monti Cantari a nord. È presente inoltre, sito a Colle Pannunzio (1500 m s.l.m.), l'omonimo osservatorio astronomico (OACC) realizzato nel 1985 dalla Provincia di Frosinone in collaborazione con l'Associazione Astronomica Frusinate e con la Regione Lazio, uno dei più grandi di questo tipo in campo europeo.